# Complete Lighthouse Sessions
Complete Lighthouse Sessions est un album d'Art Pepper et de Shorty Rogers. Il n'est pas inclus dans la chronologie des albums d'Art Pepper puisqu'il ne s'agit pas d'un de ses disques en leader mais d'un concert du Howard Rumsey's Lighthouse All-Stars.

## L'album
Cet album contient un concert enregistré au Lighthouse Café d'Hermosa Beach d'Howard Rumsey. Il permet d'entendre l'ambiance qui régnait à l'époque dans ce club, le temple du Jazz West Coast où ce style était en train de se former. Au moment de cet enregistrement, Art Pepper et Shorty Rogers venaient tous les deux de quitter l'orchestre de Stan Kenton. Quelques semaines auparavant, ils avaient participé ensemble au premier disque de Shorty Rogers And His Giants, session qui définit alors en grande partie le style Jazz West Coast.

## Titres
Les dix pistes de cet album sont :
- 01. Popo 11:29
- 02. What's New? 2:21
- 03. Lullaby In Rhythm 5:36
- 04. All The Things You Are 3:09
- 05. Robbin's Nest 5:02
- 06. Scrapple From The Apple 6:28
- 07. Body And Soul 3:27
- 08. Jive At Five 5:40
- 09. Tin Tin Deo 4:18
- 10. Cherokee 6:50

## Personnel
- Shorty Rogers (tp), Art Pepper (as), Frank Patchen (p), Howard Rumsey (b), Shelly Manne (d).

## Dates et lieux
- Lighthouse Café, Hermosa Beach,  Californie, 27 décembre 1951

## CD références
- 2001 The Jazz Factory - JFCD-22836